# Estação de trem Whitwick

Estação em 1905.

A estação ferroviária de Whitwick atendia a vila de Whitwick, Leicestershire, na Inglaterra. Foi construído pela Charnwood Forest Company, servindo a Charnwood Forest Railway, e foi oficialmente inaugurado com o resto da linha concluída em 16 de abril de 1883. Após o fechamento do tráfego de passageiros (além de alguns eventos especiais e outros eventos organizados) em 1931, o prédio da estação tornou-se um ferreiro. Após o fechamento total da linha em 1963, a história do edifício é mais difícil de traçar. No entanto, é evidente que as salas de espera e outras instalações ao nível da plataforma foram demolidas. Em meados da década de 1970, foi criado o Whitwick Historical Group, com o antigo prédio da estação se tornando sua casa. 
O edifício está situado perto da Praça do Mercado da vila, que é essencialmente o centro da vila, na Rua Norte.
A pista entre Coalville (começando em Morrisons) e Whitwick (terminando logo após a Estação Whitwick) foi transformada em uma via pública de passagem. Isso passa pelo prédio da estação e pelos restos da plataforma que está intacta, mas coberta de mato e descuidada. A escadaria original que dava acesso aos passageiros da estrada acima à plataforma manteve-se em uso até a década de 1990, porém após persistentes vandalismos e preocupações com a segurança da estrutura, foi demolida, restando apenas o patamar na entrada da estrada. 

## Whitwick Historical Group
O grupo que agora usa o prédio da estação o repintou em suas antigas cores Midland Red e Cream. O interior mudou muito, com os quartos do andar de baixo agora sendo uma cozinha e uma sala de informática dedicada. A principal função desta sala é ajudar as pessoas a rastrear suas árvores genealógicas com os inúmeros materiais censitários disponíveis. No andar de cima, a sala contém leitores de microfilme e microficha. Como o grupo é formado em grande parte por ex-mineiros locais, ele dá pouca ênfase à Charnwood Forest Line; existem algumas fotos.

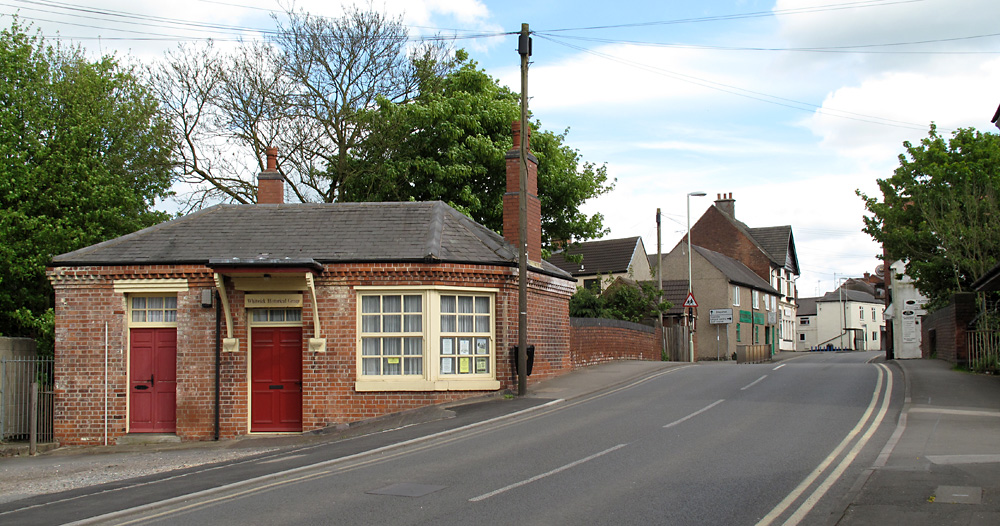
Estação de Whitwick ao nível da estrada.

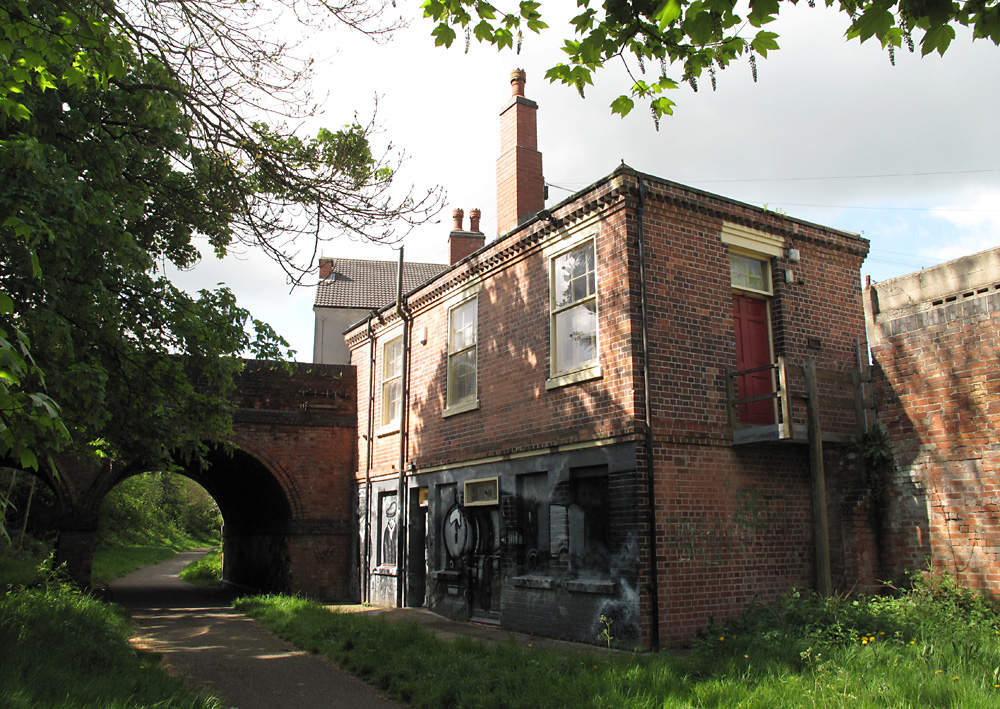
Estação de Whitwick no nível do trackbed.